# Oxalis confertifolia
Oxalis confertifolia là một loài thực vật có hoa trong họ Chua me đất. Loài này được (Kuntze) R. Knuth mô tả khoa học đầu tiên năm 1927.